# Чикоана (департамент)
Департамент Чикоана  (исп. Departamento de Chicoana) — департамент в Аргентине в составе провинции Сальта .
Территория — 910 км². Население — 18,2 тыс.человек. Плотность населения — 20,1 чел./км².
Административный центр — Чикоана.

## География
Департамент расположен в центральной части провинции Сальта.
Департамент граничит:
- на севере — с департаментом Росарио-де-Лерма
- на северо-востоке — с департаментом Серрильос
- на востоке — с департаментом Сальта
- на юге — с департаментом Ла-Винья
- на юго-западе — с департаментом Сан-Карлос
- на западе — с департаментом Качи

## Административное деление
Департамент включает 2 муниципалитета:
- Чикоана
- Эль-Карриль

## Важнейшие населенные пункты[3]
| № | Населённый пункт       | Населённый пункт (исп.) | Категория | Население чел. (2010) | На карте                        |
| - | ---------------------- | ----------------------- | --------- | --------------------- | ------------------------------- |
| 1 | Эль-Карриль            | El Carril               | город     | 9658                  | 25°04′30″ ю. ш. 65°29′36″ з. д. |
| 2 | Чикоана                | Chicoana                | город     | 4202                  | 25°06′15″ ю. ш. 65°32′08″ з. д. |
| 3 | Баррио-Ла-Ротонда      | Barrio la Rotonda       | поселок   | 989                   | 25°04′58″ ю. ш. 65°32′02″ з. д. |
| 4 | Баррио-Санта-Тересита  | Barrio Santa Teresita   | поселок   | 721                   | 25°02′13″ ю. ш. 65°34′20″ з. д. |
| 5 | Баррио-Финка-Ла-Марома | Barrio Finca la Maroma  | поселок   | 69                    | 25°09′25″ ю. ш. 65°25′59″ з. д. |